# Lemula nishimurai
Lemula nishimurai är en skalbaggsart som beskrevs av Seki 1944. Lemula nishimurai ingår i släktet Lemula och familjen långhorningar. Inga underarter finns listade i Catalogue of Life.